# Hannelore Köhler

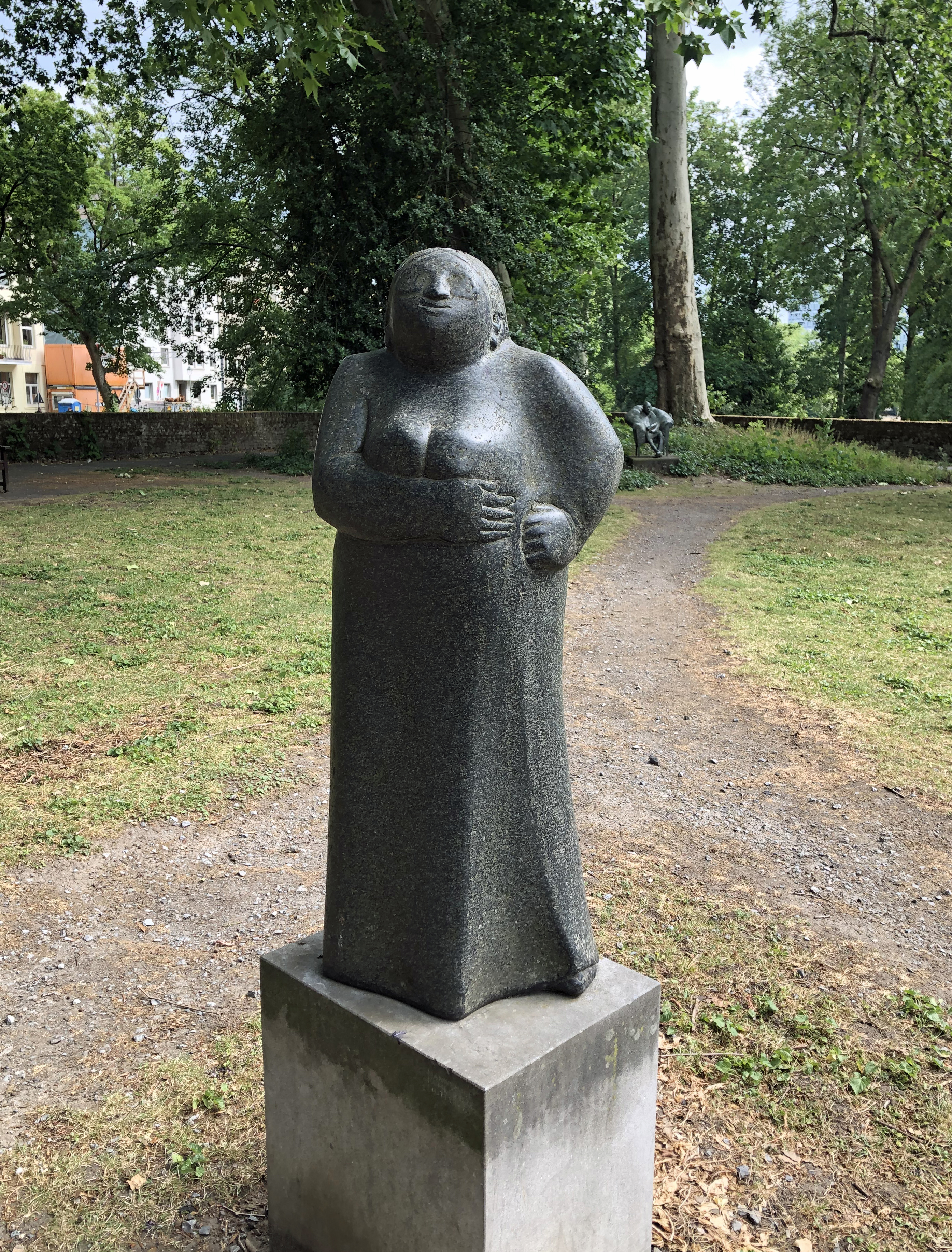
Mutter Ey von Hannelore Köhler

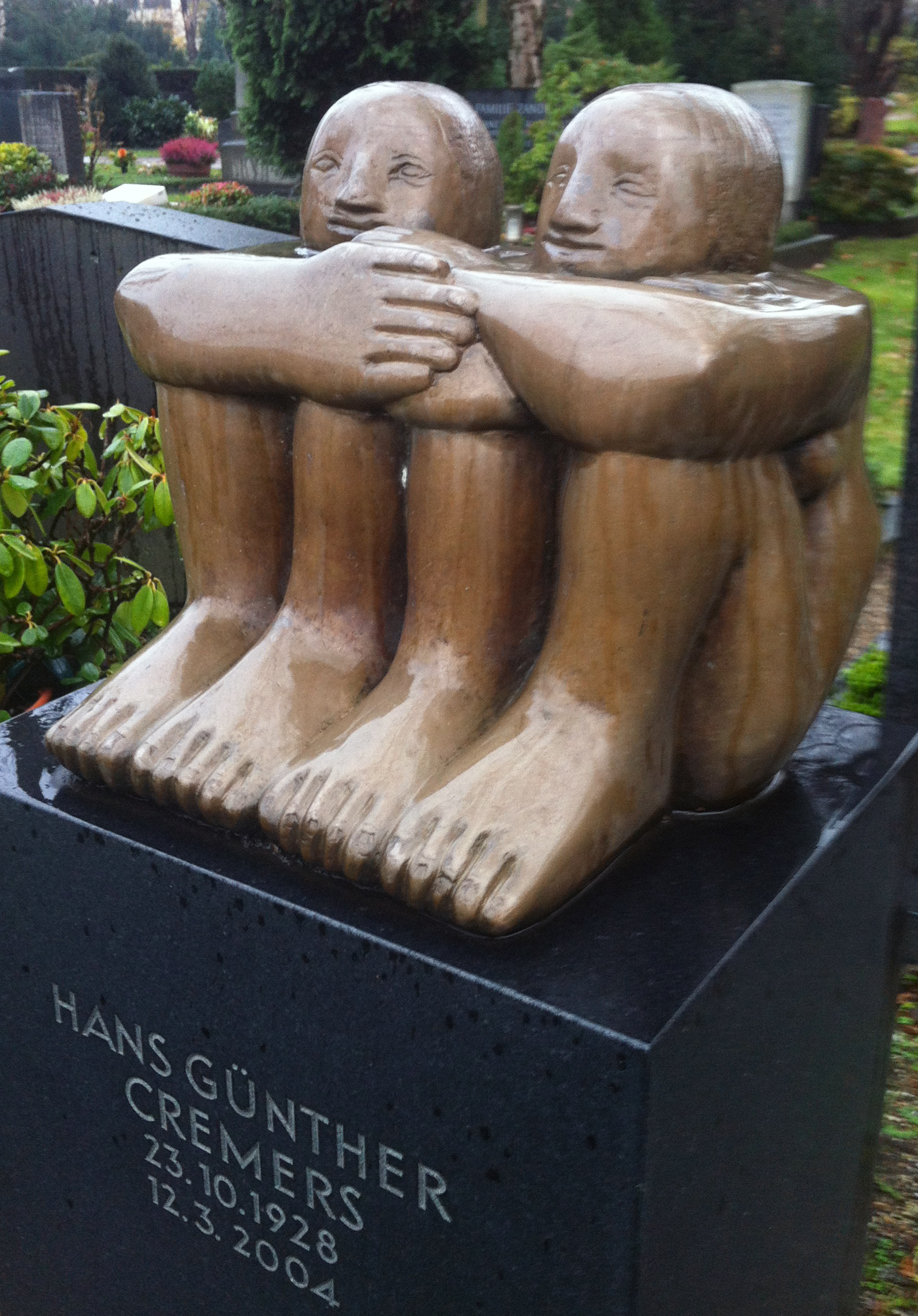
Bronze Paar auf dem Grabmal von Hans-Günther Cremers, Nordfriedhof Düsseldorf

Hannelore Köhler, auch Hannelore Cremers-Köhler (* 30. August 1929 in Heilbronn; † 30. Juli 2019 in Düsseldorf), war eine deutsche Malerin, Zeichnerin und Bildhauerin. Sie lebte in Düsseldorf.

## Leben
Hannelore Köhler überraschte ihre Eltern mit der Nachricht, sie wolle nicht weiter zur Schule gehen, sondern ab sofort Kunst studieren. 1947 ging sie an die Kunstakademie Dresden, wo sie Schülerin von Wilhelm Rudolph war. 1949 zog sie nach Düsseldorf und studierte von 1950 bis 1955 an der Kunstakademie Düsseldorf bei Otto Pankok, dessen Meisterschülerin sie wurde. Dabei wurde sie von der Studienstiftung des Deutschen Volkes unterstützt. In der Klasse von Pankok lernte Köhler ihren Mann Hans Günther Cremers kennen. Seit 1955 arbeitete Hannelore Köhler freischaffend als Malerin und Bildhauerin.
1956, in der Hochblüte des abstrakten Expressionismus, gründeten Köhler und Cremers die Künstlergruppe Junge Realisten. Gemeinsam mit Leuten wie Thomas Häfner, Willi Wirth, Germán Becerra und Wolfgang Lorenz protestierten sie gegen die abstrakte Malerei und wählten aktuelle Themen für ihre Werke: „Wir wollten gegenständlich arbeiten, aber nicht naturalistisch“.
Das nordrhein-westfälische Kultusministerium beauftragte Köhler Mitte der 1960er Jahre Architekturzeichnungen von repräsentativen Bauwerken des Landes zu fertigen, wohl um daraus eine Publikation zusammenzustellen. Diese kam allerdings nie zu Stande. Das ganze Konvolut von 120 Architekturzeichnungen befindet sich in der Sammlung der Kunst aus Nordrhein-Westfalen in der ehemaligen Reichsabtei Kornelimünster.

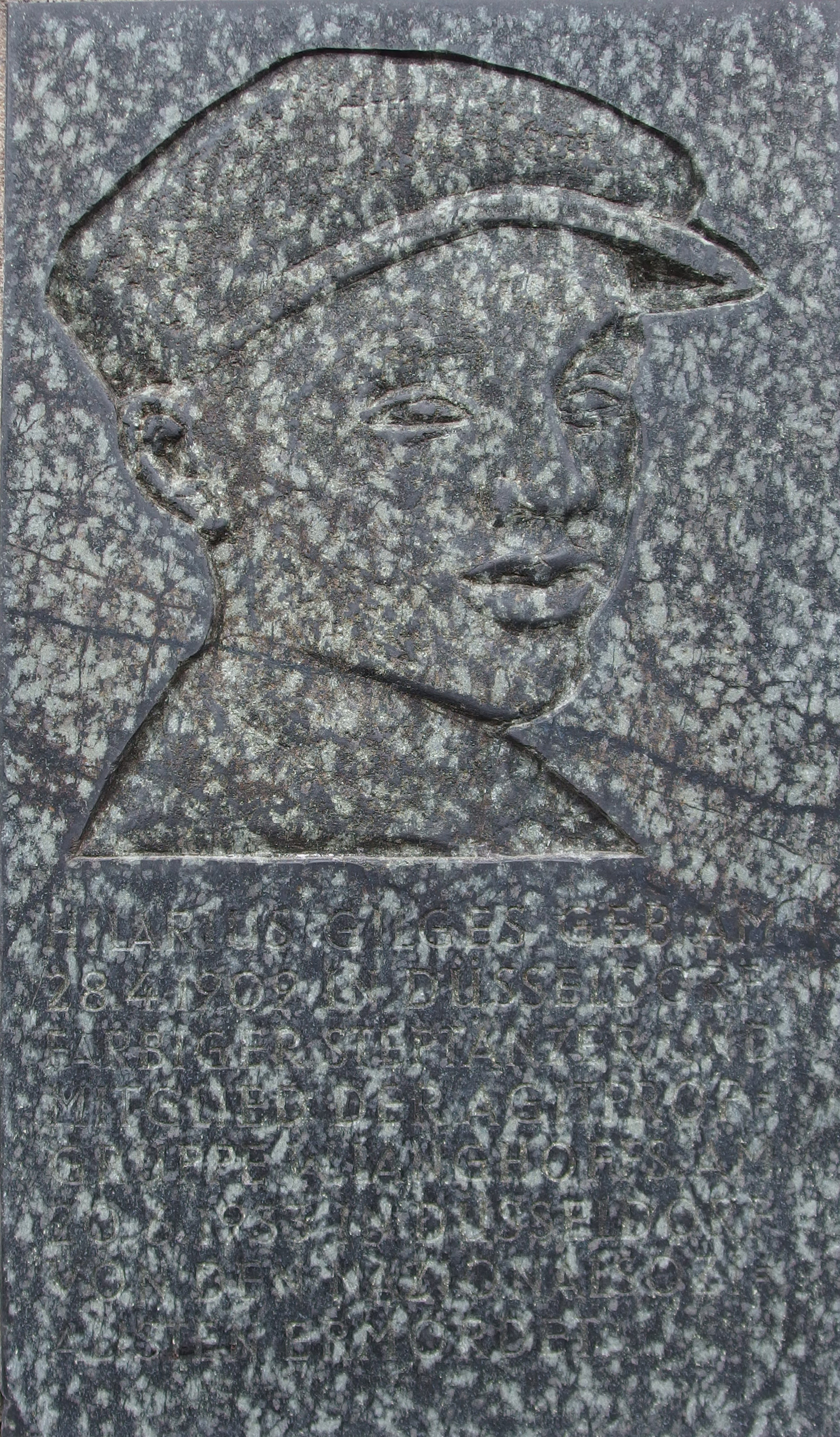
Gedenktafel für Hilarius Gilges

Seit 1980 war sie Mitglied der Neuen Darmstädter Sezession. Von 1981 bis 1986 hatte Köhler einen Lehrauftrag für Aktzeichnen an der Kunstakademie Düsseldorf.
1982 fertigte der Steinmetzmeister Josef Müller „Apokalypse“, Köhlers maßstabsgetreues Klavier aus Basalt, Marmor und Messing, das heute am Düsseldorfer Kaiser-Wilhelm-Ring steht. Im selben Jahr gab das Stadtmuseum Düsseldorf, damals von Wieland Koenig geleitet, bei Köhler eine Gedenktafel zur Erinnerung an die Ermordung von Hilarius Gilges in Auftrag. Köhler fertigte nach einer Fotografievorlage ein Halbrelief an; dieses wurde 1988 links neben der Tonhallenpassage am Tonhallenufer (Joseph-Beuys-Ufer) in die Wand eingelassen.
Köhler wohnte seit den 1950er und 1960er Jahren mit ihrem Mann im Eiskellerberg 1–3, gegenüber der Kunstakademie. Sie hatte zuletzt ihr Atelier im Künstlerhaus an der Sittarder Straße in Düsseldorf.
Köhlers Kunst ist geprägt von der Figuration und vom Gegenstand und getragen von Humor und Witz. Mit ihren Skulpturen und Plastiken widmete sie sich vor allem dem weiblichen Akt, der mütterlichen Figur. In der Ausführung verzichtete sie weitgehend auf Details und individualisierende Attribute. Die Figuren scheinen der Zeit enthoben zu sein, sie vermitteln ein archaisches Frauenbild, dem der Frau als Mutter allen Lebens, einhergehend mit Mühsal und Entbehrung. So beschreiben viele ihrer Skulpturen die Mutter als Motiv, weitere die Trauernde, weitere die Sitzende. Das Motiv der Mutter liegt auch der Skulptur am Burgplatz vor. Die kleine, verschmitzt lächelnde Frau mit dem gerundeten Bauch stellt das Düsseldorfer Original Frau Backhaus dar.
Viele Gruppen- und Einzelausstellungen im In- und Ausland. In der Sammlung des Stadtmuseums Düsseldorf befinden sich Arbeiten der (1956 in Düsseldorf gegründeten) Jungen Realisten.
Hannelore Köhler, von ihren Künstlerfreunden „Kügelchen“ genannt, verstarb im Alter von knapp 90 Jahren in ihrer Wohnung Eiskellerberg, wo sie am 30. Juli tot aufgefunden wurde.

## Skulpturen im öffentlichen Raum

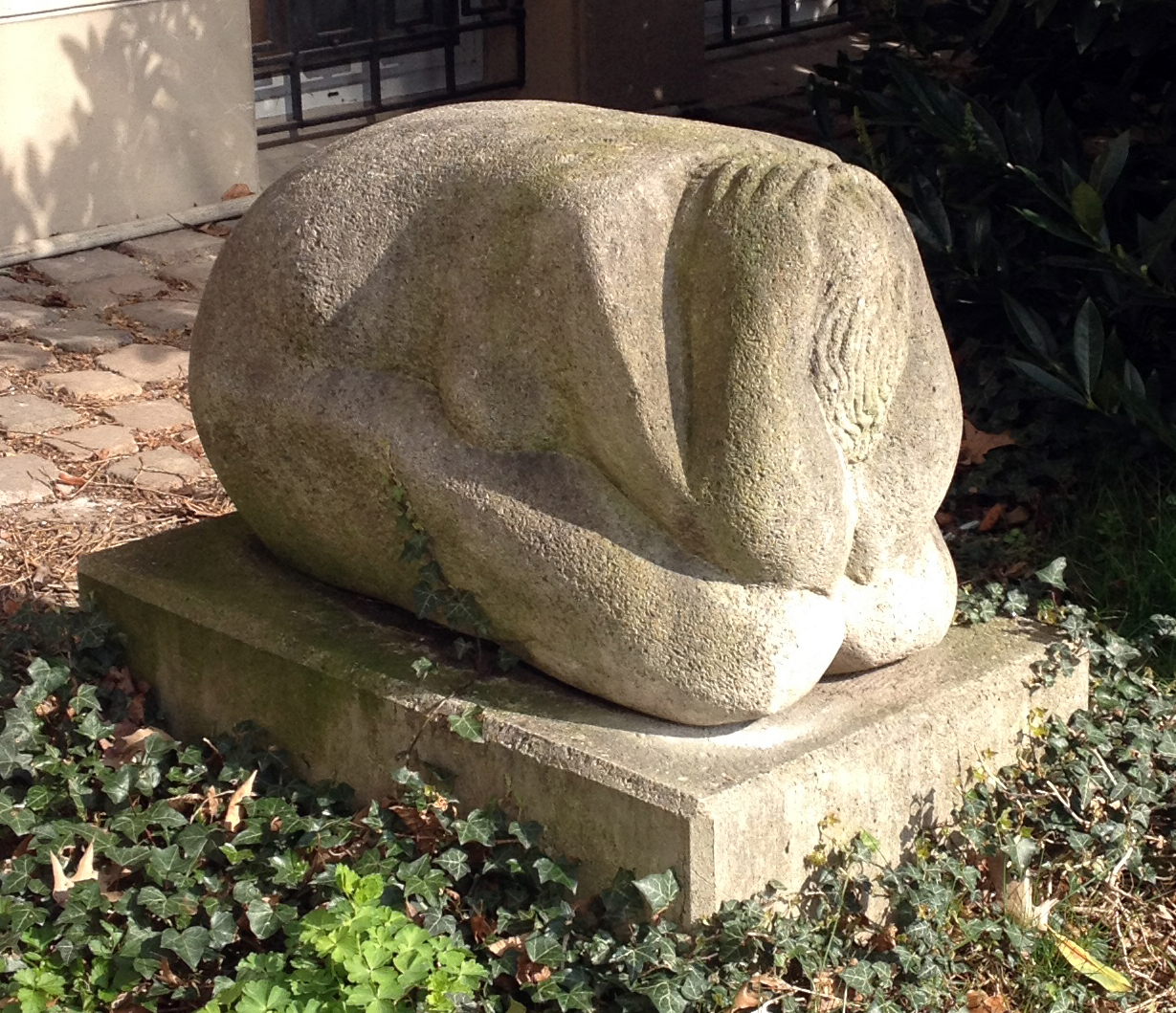
Sphinx, seit 1973 neben dem Eingangsportal des Atelierhauses Sittarderstraße

- Sphinx, Muschelkalk, (1970), wurde 1973 neben dem Eingangsportal des Atelierhauses Sittarderstraße gesetzt[9]
- Männlicher Torso, Bronze, (1970), Museum Schloss Moyland
- Hockende, Diabas, (1975), Grünanlage vor dem Evangelischen Krankenhaus, Düsseldorf[10]
- Große Sitzende, Roter Porphyr, (1978), Eckenerstraße, Düsseldorf-Unterrath[11]
- Mutter Ey, Diabas, (1978), Spee’scher Park, Stadtmuseum Düsseldorf[12]
- Trauernde, Stein, (1980), Spee’scher Park, Stadtmuseum Düsseldorf[13]
- Große Sitzende (1980), Haus Hartmann, Grevenbroich
- Frau Backhaus (stehende Frau), Diabas, (1984), Burgplatz, Düsseldorf[14][15]
- Mutter und Kind (vor 1985), Ermitage, St. Petersburg[16]
- Mutter und Kind, Bronze, (1985/86), Flurplätzchen (Karl-Wagner-Platz), Düsseldorf-Flingern[17]
- Große Sitzende, Carrara-Marmor, (1986), zur Bundesgartenschau 1987 im  Volksgarten Düsseldorf[18]
- Lehrling, Geselle, Meister (1987) Handwerkskammer Münster
- Frau, den Mann tragend, Grevenbroich-Frimmersdorf
- Stehende, Rathaus Grevenbroich
- Mutter und Kind, Grevenbroich
- Sitzende Figur, Köln-Wahn
- Madonna mit Kind, Rochlitzer Porphyr, Garten des Pfarrhauses von St. Lambertus, Düsseldorf[19]

## Zeichnungen in Büchern
- Delikatessen – Reihe mit Nachdrucken abgelagerter Texte, verziert mit Bildern aus unserer Vorstellungswelt. 1: Metamorphosos. Aloys Blumauer (Dichtung). Dieter Hülsmanns (Hrsg.). Eremiten Presse, Stierstadt 1965.
- Mitten ins Fleisch, Düsseldorf. Herausgegeben von Friedolin Reske. Eremiten-Presse, 1966.
- Herbert Heckmann: Gastronomische Fragmente eines Löffeldilettanten, der solcherart seine Freunde traktiert. Eremiten-Presse, Düsseldorf 1975.